# Гаджилы (станция)
Гаджилы — железнодорожная станция в Ашагы Яглевенде в Физулинском районе Азербайджана. Обслуживается Южным направлением Азербайджанской железной дороги. В настоящее время фактически является перед конечной станцией на линии от станции Османлы-Новые, так как движение, прекращённое во время Первой карабахской войны, на участке Джульфа — Горадиз после окончания конфликта восстановлено не было.